# Jeffrey Evans
Jeffrey Richard de Corban Evans, né le 13 mai 1948 en Gothembourg, Suède, est courtier maritime et parlementaire.

## Biographie
Après sa poursuite d'études au Pembroke College à Cambridge, il travaille chez Clarksons à Londres. Échevin de la Cité de 2007 à 2018, Jeffrey Mountevans est élu shérif de 2012 à 2013 et devient, le 12 novembre 2015, lord-maire de Londres pour un an.
Jeffrey Evans devient 4e baron après le décès, le 21 décembre 2014, du 3e baron Mountevans, son frère aîné (baptisé sous le prénom d'Edward, mais connu sous le nom de Broke), auquel il succède.
Suivant les résultats du référendum au Royaume-Uni sur l'Union européenne en 2016, le lord-maire Mountevans affirme qu'il est dans l'intérêt commun économique européen et britannique pour maintenir des aspects de la libre circulation des marchandises et des services.
Depuis 2023, le baron Mountevans est président de la Bourse baltique en Angleterre.

## Distinctions honorifiques
- Baron (UK) (suc. 2014)
- Chevalier de justice du très vénérable ordre de Saint-Jean (2015)
  - Hon. FICS (2013).